# Mats Hummels
Mats Julian Hummels (født 16. december 1988 i Bergisch Gladbach, Vesttyskland) er en tysk fodboldspiller, der spiller som midterforsvarer hos Serie A-klubben AS Roma. Han kom til Borussia Dortmund i 2019 fra ærkerivalerne Bayern München.

## Landshold
Hummels står (pr. 25. september 2018) noteret for 67 kampe og 5 mål for Tysklands landshold, som han debuterede for den 13. maj 2010 i en venskabskamp mod Malta. Han optrådte desuden adskillige gange for landets U-20 og U-21 hold. Han var med til at vinde guld ved VM i 2014 i Brasilien. Han scorede 2 mål og startede inde i samtlige kampe.

## Familie
Hans far, Hermann var professionel fodboldspiller og træner. Hans lillebror, Jonas er også professionel fodboldspiller og spiller i spVgg Unterhacing.